# Brandkatastrophe im Nachtclub The Station
Die Brandkatastrophe im Nachtclub The Station ereignete sich am 20. Februar 2003 kurz nach 23:00 Uhr in der Kleinstadt West Warwick (Rhode Island) an der Nordostküste der USA. Bei einem Auftritt der angekündigten Band Great White verursachte die eingesetzte Pyrotechnik einen folgenschweren Brand. Obwohl Rettungskräfte innerhalb weniger Minuten den Nachtclub The Station erreichten, kamen infolge des sich schnell ausbreitenden Feuers und der örtlichen baulichen Gegebenheiten des Nachtclub-Gebäudes am südlichen Stadtrand West Warwicks 100 Menschen ums Leben, weitere 230 Personen wurden verletzt. 
Nach den Bränden im Iroquois Theater (602 Tote), Cocoanut Grove Nightclub (492 Tote), Brooklyn Theater (285 Tote), Rhythm Nightclub (209 Tote), Rhoads Opera House (170 Tote), Ringling Brothers and Barnum & Bailey Circus (168 Tote) und Beverly Hills Supper Club (165 Tote) ist die Katastrophe im The Station bis heute das achtschwerste Brandunglück in der Geschichte der Vereinigten Staaten, das sich während einer öffentlichen Theater- oder Tanz- bzw. Musikveranstaltung ereignet hat.
Im März 2016 erklärte Great-White-Gründungsmitglied und -Gitarrist Mark Kendall, dass an diesem Abend nicht die Band Great White, sondern lediglich Leadsänger Jack Russells Solo-Band (O-Ton: Jack Russell's version of Great White) auf Tournee und gebucht gewesen war. Kendall selbst wäre an diesem Abend vor Ort mit dabei gewesen, hätte aber die anderen anwesenden Band-Musiker nicht gekannt. Great White waren jedoch angekündigt worden, um somit mehr Eintrittskarten zu verkaufen. Great White hätten nie Pyrotechnik bei Konzerten eingesetzt.

## Brandausbruch und Verlauf
Das Feuer entstand um 23:07 Uhr im hinteren Bereich der erhöht positionierten Bühne, während die Band Great White ihren Eröffnungssong Desert Moon spielte. Daniel Biechele, der Tourmanager, hatte Pyrotechnik in Form eines sprühenden Funkenregens abgebrannt. Das Feuerwerk war im hinteren Bühnenbereich mittig am Boden angebracht und sprühte in drei etwa 2 Meter hohen Fontänen fächerförmig nach oben sowie schräg nach links und rechts. Die äußeren Pyrofontänen entzündeten innerhalb von wenigen Sekunden die aus Polyurethanschaum-Matten bestehende Wand- und Deckenverkleidung des Nachtclubs.
Obwohl die aufsteigenden Flammen bereits von Beginn der Show an deutlich zu sehen waren, wurden diese von vielen Besuchern zunächst nicht als Gefahr, sondern als Teil der Bühnenshow wahrgenommen und so wendeten sich zunächst nur wenige Personen von der Bühne ab und gingen in Richtung Ausgang. Erst als es zu einer starken Feuer- und Rauchentwicklung kam, gab es eine allgemeine Fluchtbewegung hin zum Haupteingang, zunächst noch langsam, danach zunehmend panikartig.
35 Sekunden nach Beginn des 20-sekündigen Bühnenfeuerwerks unterbrach die Band, der Sänger Jack Russell reagierte mit den englischen Worten „Oh, das ist nicht gut ...“ und sprang mit seinen Musikern von der Bühne. Bereits 60 Sekunden nach den ersten Flammen stand die Bühne in Vollbrand und der Feueralarm des Clubs ertönte. Obwohl insgesamt vier Ausgänge zur Verfügung standen, strömte ein Großteil des Publikums zu dem ihm bekannten Haupteingang, durch den das Gebäude zuvor betreten worden war. Der überwiegende Teil der Todesopfer wurde später im schmalen Flur hinter dem Haupteingang aufgefunden. Das Gedränge und die entstandene Panik hatten bereits nach wenigen Sekunden zu einer irreversiblen Blockade des Ausgangs geführt. Die Gäste steckten verkeilt und übereinander im Eingangsbereich fest, sodass es für die nachfolgenden Flüchtenden kein Entrinnen gab. Simulationen und Experimente des NIST zeigten, dass innerhalb einer Minute nach dem Brandausbruch alle Räume des Clubs vollständig verraucht waren, zudem erfolgte eine Durchzündung der brennbaren Rauchgase und ein Flashover innerhalb von 120 Sekunden nach Ausbruch des Brandes.
Die ersten Feuerwehrkräfte trafen wenige Minuten nach dem Brandausbruch ein, konnten jedoch das komplette Abbrennen des Gebäudes nicht mehr verhindern.
Von den 462 im Club anwesenden Personen starben 100 durch Feuer und Rauchgasvergiftung oder wurden von der Menschenmenge während der Massenpanik zertrampelt, 230 wurden verletzt, die restlichen 132 Gäste gelangten unversehrt ins Freie. Unter den Todesopfern befand sich auch der Gitarrist von Great White, Ty Longley, der laut Augenzeugenberichten noch versuchte, die Scheiben des Clubs mit seinem Instrument einzuschlagen. Jeffrey Rader (ehemaliger Roadie von Great White, Tesla, Poison und Alice Cooper) kam ebenfalls bei dem Brand ums Leben. 

## Gedenken an die Opfer und Gedenkstätte Station Fire Memorial Park

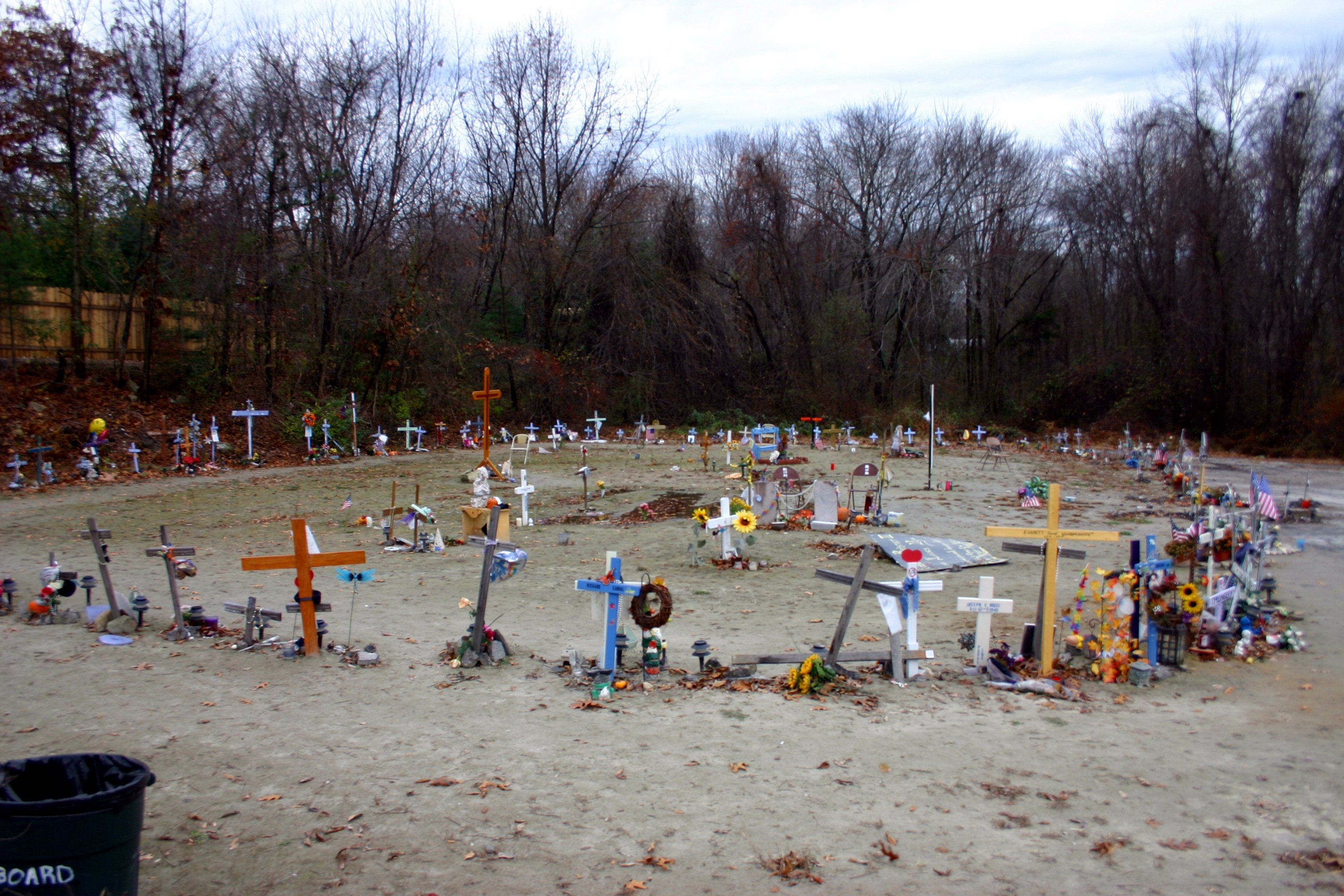
Gedenkstätte am Platze des einstigen Nachtclubs (bis 2015)

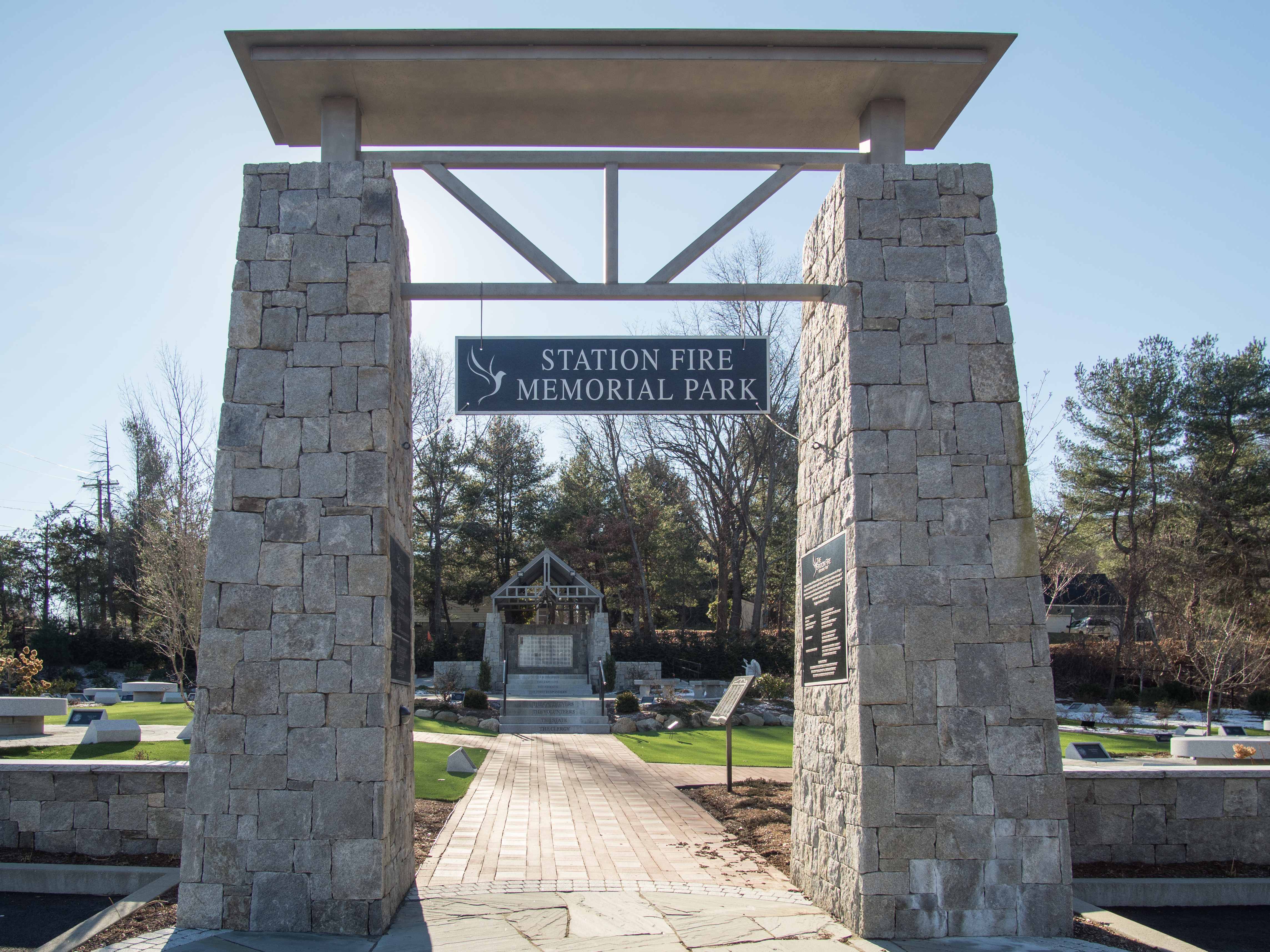
Eingang zur Gedenkstätte (2018)

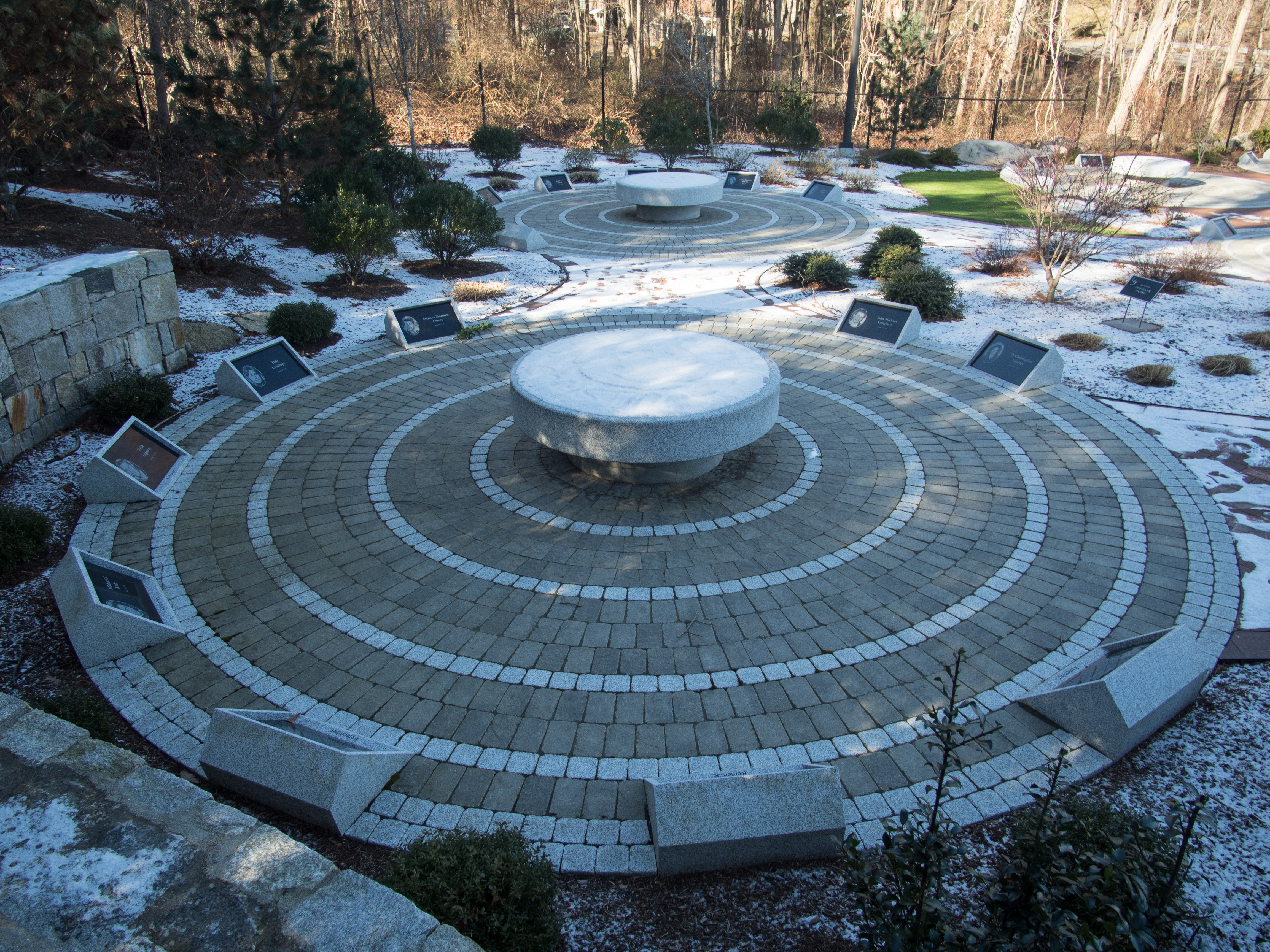
Teil des "Memorial Walk" mit individuellen Gedenksteinen (2018)

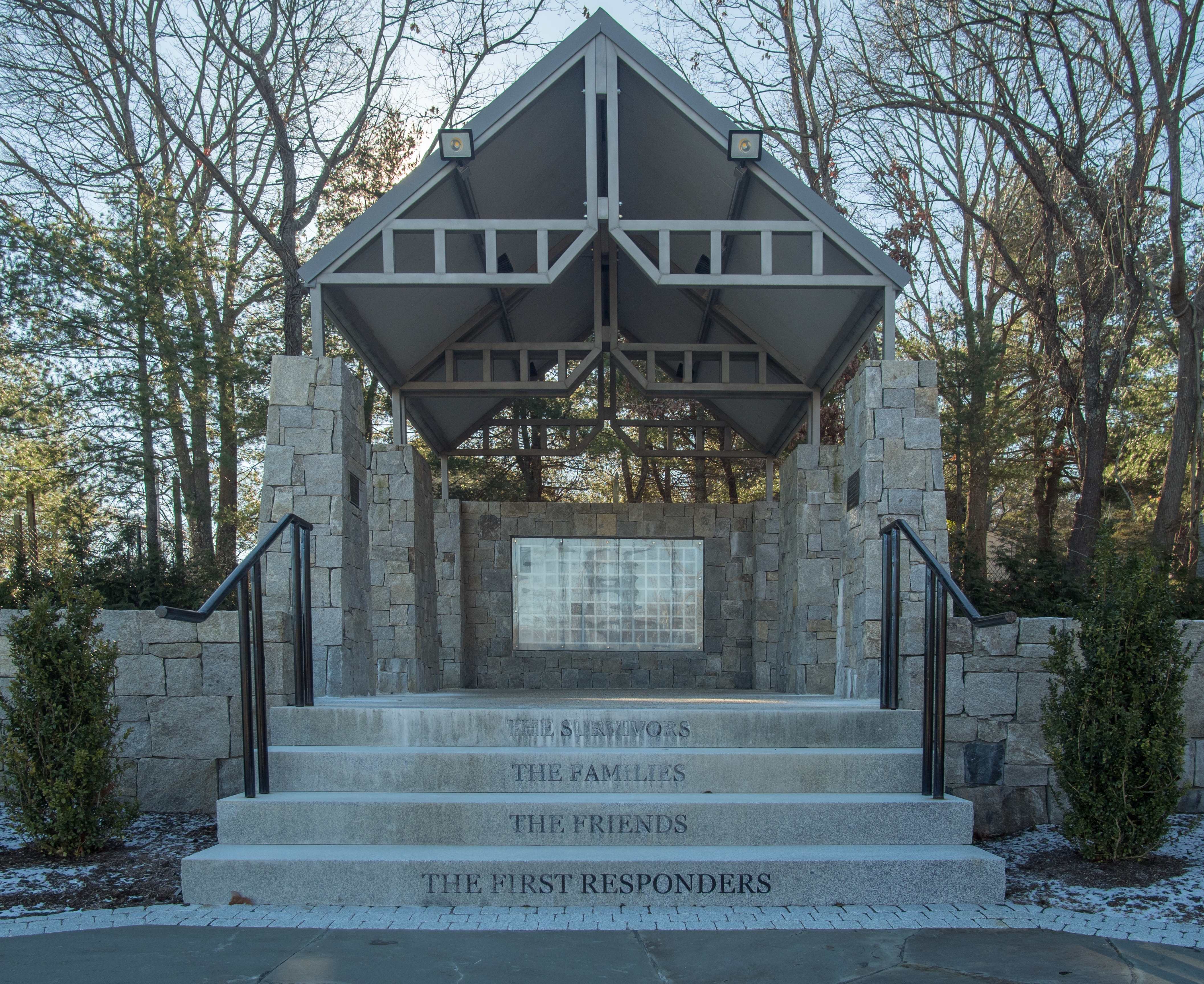
Schutzhütte in der Gedenkstätte (2018)

Am 24. Februar 2003 nahmen mehrere tausend Trauergäste an einer Zeremonie zum Gedenken an die Opfer in der Kirche von Warwick teil. Die Band Great White startete fünf Monate nach dem verheerenden Unglück eine Benefiztournee, von deren Erlös ein Teil an den Station Family Fund gespendet wurde, eine Stiftung von Angehörigen der Verstorbenen. 
Zu Ehren des Radio-DJs Michael J. Gonsalves alias „The Metal Doctor“, der ebenfalls in den Flammen starb, wurde eine Totenmesse abgehalten, zu der mehrere Tausend Menschen erschienen. Seine Sendung Metal Zone, die er über 17 Jahre moderierte, war die am längsten existierende Metal-Radioshow in den USA. 
Das ehemalige Grundstück der The Station lag lange Zeit brach, aufgestellte Kreuze im hinteren Bereich des Platzes erinnerten an die Opfer der Tragödie, parken war auf dem Gelände nicht mehr gestattet. Auf dem vor dem einstigen Gebäude liegenden Parkplatz direkt an der Hauptstraße war die alte Werbetafel immer noch vorhanden, diese verfiel jedoch mehr und mehr, so dass davon letztendlich nur noch der Rahmen und Gestänge vorhanden waren. Angehörige hatten angekündigt, das Grundstück aufzukaufen und ein permanentes Denkmal zu errichten. Im Frühling 2015 wurde das Gelände des einstigen Nachtclubs und des Parkplatzes eingezäunt, begradigt und zum größten Teil geräumt und sowohl die Kreuze als auch die Werbetafel entfernt, um die Gedenkstätte Station Fire Memorial Park zu errichten. Die offizielle Eröffnungsfeier der Gedenkstätte genau an dem Ort, an dem im Februar 2003 das Feuer im Nachtclub ausbrach, fand am Sonntag, den 21. Mai 2017, statt.

## Rechtliche Konsequenzen
Infolge des Brandes kam es zu mehreren Gerichtsverhandlungen. Der Tourmanager von Great White, Daniel Biechele, war der Hauptverantwortliche für das Abbrennen des Feuerwerkes. Er bekannte sich schuldig und wurde zu einer Haftstrafe von 15 Jahren verurteilt, von denen er vier im Gefängnis verbringen musste. Er wurde am 19. März 2008 entlassen. Zuvor hatten mehrere Angehörige von Verstorbenen sich für ein Freikommen von Biechele eingesetzt – unter anderem hatte er an die Hinterbliebenen aller 100 Opfer selbst verfasste Briefe geschrieben, in denen er die Verantwortung übernahm.
Die beiden Besitzer des Nachtclubs The Station, Michael und Jeffrey Derderian, wurden unter anderem aufgrund des Einbaus des brennbaren Schalldämmmateriales ebenfalls verurteilt: Michael zur selben Strafe wie Tourmanager Biechele und sein Bruder Jeffrey zu 13 Jahren Bewährung und 500 Stunden sozialer Arbeit. Michael Derderian wurde im Juni 2009 aufgrund guter Führung vorzeitig auf Bewährung entlassen.

## Filmaufnahmen von der Brandnacht und Rolle des Reporters
Es existieren Filmaufnahmen vom Konzert und dem Ausbruch des Feuers, welche von einem anwesenden Reporter des TV-Senders WPRI-TV angefertigt wurden. Die Aufnahmen waren aus Sicht der Brandermittler wertvoll, da sie sowohl die Ursache des Brandes als auch den Brandverlauf dokumentarisch festhielten. Ironischerweise arbeitete der TV-Sender in der Nacht des Brandes an einer Reportage über Unglücke in Discotheken, die Besitzer von „The Station“ hatten den Dreharbeiten zugestimmt. Im Februar 2008 zahlte WPRI-TV außergerichtlich 30 Millionen US-Dollar an die Hinterbliebenen der Opfer, nachdem Vorwürfe laut geworden waren, der Reporter habe durch seine Filmaufnahmen den Durchgang behindert und nicht geholfen, Menschen in Sicherheit zu bringen.